# Ibrahima Wone
Ibrahima Wone, né le 15 juillet 1930 à Podor, est un homme politique sénégalais qui fut préfet, gouverneur de région et ministre de l'Intérieur sous la présidence d'Abdou Diouf.

## Biographie
Né le 15 juillet 1930 à Podor dans le nord du pays, il fréquente l'École normale William-Ponty. En 1954 il est nommé instituteur à Matam, puis à Dakar.
Il est successivement directeur de cabinet au ministère de la Fonction publique et de l'Emploi en 1961-62, préfet de M'bour de 1970 à 1971, gouverneur du Sénégal oriental, directeur général de la Sûreté en juillet 1974.
Succédant à Médoune Fall, il est nommé ministre de l'Intérieur le 1er mai 1983 dans le premier gouvernement de Moustapha Niasse. Après une mutinerie de la police les 13 et 14 avril 1987, il est limogé et remplacé à titre intérimaire par Jean Collin qui avait déjà exercé la fonction.